# New Love (canción de Dua Lipa)
«New Love» es el sencillo debut de la cantante albanobritánica Dua Lipa incluido en la edición de lujo de su álbum debut homónimo de 2017. Fue escrito por Lipa y sus productores Emile Haynie y Andrew Wyatt sobre la lucha de la cantante por encontrar su lugar en la industria musical. La canción es un soul matizado, con balada synth pop e inflexiones R&B y un sonido de tambor tribal sonando fuerte a través de la música.
A pesar de recibir una atención limitada en su lanzamiento independiente el 21 de agosto de 2015, «New Love» se hizo popular entre los creadores de música y ayudó a la cantautora a recibir una nominación en la larga lista de sondeo anual Sound of... de la BBC para 2016. La fotógrafa Nicole Nodland dirigió el video musical, el cual es un montaje de imágenes filtradas de la solista en Los Ángeles realizando actividades que disfruta. La canción se presentó durante tres de las giras de conciertos de la vocalista, la más reciente fue The Self-Titled Tour en 2017 y 2018.

## Antecedentes y composición
Lipa coescribió la canción con sus productores Haynie y Wyatt. En ese momento, la intérprete entró en muchas sesiones de escritura fallidas tratando de recrear su tema «Hotter than Hell» y fue solo después de que dejó de escribirla, compuso «New Love». La artista no estaba segura de su sonido y mensaje como cantante, y por lo tanto escribió sobre esta lucha y por encontrar su lugar en una industria de la música que «a menudo parece no quererte o necesitarte». Según ella, trata sobre «enfrentar el miedo a perder lo único que te importa». Fue escrita en Nueva York y grabada en TaP Studio / Strongroom 7 en Londres.
De acuerdo a la partitura publicada en Musicnotes.com por Universal Music Publishing Group, la canción está compuesta en 4/4 tiempos y el tono de la bemol mayor, con un tempo pop sincopado de 90 pulsaciones por minuto. Los versos tienen una progresión de acordes D ♭ maj7 – E ♭, mientras que el coro sigue una secuencia A ♭ maj7 – D ♭ maj7 – B ♭ m – E ♭. Es un soul matizado, con balada synth pop e influencias R&B. Tiene un sonido de tambor tribal pisando fuerte en todo momento y la voz profunda y llena de garganta de Lipa se estira en la producción para hacer eco levemente. Los versos construyen un clímax antes de cortar a un coro más simple. La artista cae en cascada alrededor de las dos palabras del título de la pista y usa melisma en el coro. Su rango vocal abarca desde E ♭ 3 a C 5.

## Lanzamiento y recepción crítica
La canción se estrenó en línea por la revista The Fader de la ciudad de Nueva York el 20 de agosto de 2015. Se lanzó al día siguiente para streaming y descarga digital por el sello discográfico independiente de la cantante, Dua Lipa Limited como su primer sencillo. En contraste con sus temas posteriores, la canción recibió atención limitada. Sin embargo, resultó muy popular entre los creadores de estilos de música y ayudó a Lipa recibir una nominación a Sound of... en la BBC de 2016. Al recordar su decisión de lanzar el sencillo, Lipa dijo: «cuando mostré la canción a la gente, dijeron: "Oh, no esperaba eso". Amé esa reacción, así que seguí con ella».
La revista en línea The 405 la nombró «un contendiente para el debut más fuerte de 2015». Courtney Buck, una reseñadora de la publicación encontró la producción «extrañamente inquietante», pero citó a la voz de la artista como «la estrella del espectáculo». Chris Martins de Spin sintió que la producción estaba «sabiamente restringida lo suficiente como para ceder el escenario a las increíbles tuberías de la cantante, capaces de enganchar y filtrar la seducción en igual medida». Caroline Sullivan escribió en The Guardian que la solista mostró una «voz oscurecida más vieja y más desilusionada que sus años». Jocasta Jones de The Independent on Sunday llamó a su voz «hermosa».

## Video musical

### Producción y lanzamiento
El video musical fue dirigido por la fotógrafa Nicole Nodland, quien también tomó la portada del sencillo. Fue editado por Jackson Ducasse y filmado en formato de película Super-8. La filmación tuvo lugar en Los Ángeles en lugares como Hollywood Hills y Melrose Avenue. Después de que Lipa expresó su decepción por el video musical pospuesto de una canción diferente, Nodland sugirió dirigir el clip durante una cena con la cantante. Debido a que el video era de bajo presupuesto, la artista escribió su propio tratamiento. Su estilo se inspiró en la moda de los 90 y la ropa vintage. Según la cantante, el concepto involucraba actividades que le gustaba hacer y alude a «una vida en el día de Dua Lipa».
Algunas escenas fueron totalmente improvisadas mientras Nodland y Lipa conducían por Los Ángeles. Entre estas estaban el tobogán inflable en Melrose Avenue en el que la cantante se deslizó hacia abajo antes de ser acusada de usarlo, y los hombres de traje blanco a los que espontáneamente se les pidió bailar después de que Lipa los viera tomando fotos en Hollywood Hills. El video musical se estrenó junto a la canción el 20 de agosto de 2015 en el sitio web de The Fader, y se estrenó en YouTube al día siguiente.

### Sinopsis y recepción
El video musical utiliza muchos filtros de color y efectos al estilo del arte psicodélico. La velocidad del video se adapta al tempo de la canción con secuencias de cámara lenta que se reproducen durante el coro. Se muestra a Lipa deambulando despreocupada por una calle y comiendo dulces que le ponen la boca azul. En Tattoo Mania en Los Ángeles, los dibujos de Keith Haring están dibujados en los pulgares de Lipa como un homenaje a la ciudad de Nueva York, su «lugar favorito en el mundo después de Londres». En otra escena, la cantante enciende un cigarrillo desde una vela en un pastel de cumpleaños y bebe una jarra de leche mientras compra en un supermercado con un kimono de seda. Durante otros segmentos, se la muestra pedaleando con un vestido rojo, haciendo burbujas entre dos hombres, paseando con globos de corazón y girando con bengalas.
Escribiendo para DIY, Jamie Milton dijo que el video «se sintió como una celebración en un colorido y dinámico pop». Eoin Butler de The Irish Times lo describió como «El gran Lebowski, solo que un poco más sexy». El video musical ha recibido más de 40 millones de visitas en YouTube.

## Presentaciones en vivo
Lipa dio su primera presentación en vivo de «New Love» en Eurosonic Noorderslag en los Países Bajos el 13 de enero de 2016. La canción se incluyó en las listas establecidas para 2016 UK Tour y Hotter Than Hell Tour de Lipa, acompañado por dos tecladistas y un baterista. También interpretó la canción en Lollapalooza el 30 de julio de 2016, su concierto de la Plaza Madre Teresa en Albania el 10 de agosto de 2016 y en el SWR3 New Pop Festival en Alemania el 16 de septiembre de 2016. Durante The Self-Titled Tour en 2017 y 2018, la cantante interpretó la canción respaldada solo por un guitarrista.

## Lista de canciones
| Descarga digital |            |          |  |
| N.º              | Título     | Duración |  |
| 1.               | «New Love» | 4:31     |  |

| Descarga digital – remixes |                                   |          |  |
| N.º                        | Título                            | Duración |  |
| 1.                         | «New Love» (Jarreau Vandal Remix) | 4:01     |  |
| 2.                         | «New Love» (Para One Remix)       | 4:28     |  |

## Personal
Créditos adaptados de las notas del álbum Dua Lipa.
Grabación
- Voz grabada en TaP Studio / Strongroom 7, Londres
- Mezclada en Larrabee North Studios, Universal City, CA
- Masterizada en Metropolis Studios, Londres

Personal
- Dua Lipa – voz
- Emile Haynie – producción
- Andrew Wyatt – producción
- Manny Marroquin – mezcla
- Chris Galland – asistencia
- Ike Schultz – asistencia
- John Davis – masterización

## Historial de lanzamientos
| País   | Fecha                | Formato                     | Versión  | Discográfica     | Ref    |
| ------ | -------------------- | --------------------------- | -------- | ---------------- | ------ |
| Varios | 21 de agosto de 2015 | Descarga digital, streaming | Original | Dua Lipa Limited | [ 47 ] |
| Varios | 29 de enero de 2016  | Descarga digital, streaming | Remixes  | Dua Lipa Limited | [ 48 ] |